# Калінін Степан Андріанович
Степа́н Андріа́нович Калі́нін (15 (27) грудня 1890 , Панкратівськаd, Беззубівська волостьd, Богородський повітd, Московська губернія, Російська імперія  — 11 вересня 1975 , Москва ) — радянський військовий діяч, командувач 24-ї армії, генерал-лейтенант (4.06.1940). Депутат Верховної Ради УРСР першого скликання. Депутат Верховної Ради СРСР 1-го скликання (з 1941 року).

## Біографія

### Перша світова і громадянська війни
Народився 15 (27) грудня 1890 року в родині робітників в селі Панкратівська, тепер Єгор'євський міський округ, Московська область, Росія. З 1905 по листопад 1912 року працював робітником ткацької фабрики в Богородському та Єгор'євському повітах Московської губернії.
У російській армії з листопада 1912 року. Служив рядовим 12-го гренадерського Астраханського полку; навчався у навчальній команді 12-го гренадерського Астраханського полку, був єфрейтором та молодшим унтер-офіцером. Учасник Першої світової війни. Важко поранений, із грудня 1914 по вересень 1915 року лікувався у шпиталі. З листопада 1915 по липень 1916 року — старший унтер-офіцер 12-го гренадерського Астраханського полку. У липня 1916 року був важко поранений, до грудня 1916 року лікувався у шпиталі міста Брянська. У 1916 році склав екстерном іспити за курс гімназії. З листопада 1916 по січень 1917 року — старший унтер-офіцер 11-го стрілецького запасного полку в Брянську. З січня по травень 1917 року — старший унтер-офіцер 220-го стрілецького полку в Брянську. З березня по травень 1917 року обирався членом полкового комітету 220-го стрілецького полку. З травня по вересень 1917 року навчався у Псковській школі прапорщиків. З травня по жовтень 1917 року — член Псковської Ради робітничих та солдатських депутатів. Член РСДРП(б) з 1917 року.
З вересня по жовтень 1917 року — в.о. командира роти 12-го запасного полку, прапорщик. З жовтня 1917 по січень 1918 року — комендант міста Карачева Орловської губернії. Одночасно, з листопада 1917 по січень 1918 року був командиром військово-революційного загону в Карачеві. У січні — березні 1918 року — начальник штабу Північних військово-революційних загонів у місті Брянську. У березні — травні 1918 року — помічник начальника штабу продовольчого загону, командир продовольчого загону в місті Самарі.
У Червоній армії з травня 1918 року, учасник Громадянської війни в Росії. У червні — жовтні 1918 року — командир артилерійської батареїв місті Самарі. З жовтня 1918 по серпень 1919 року — військком головного штабу Продовольчої армії Народного комісаріату продовольства РРФСР. З серпня по листопад 1919 року — комбриг 19-ї окремої відомчої воєнізованої охорони (ВОХР). З листопада 1919 по січень 1920 року — начальник Саратовського сектора ВОХР. З січня по червень 1920 року — начальник Приволзького сектора ВОХР. У 1920 році служив комбригом 34-ї ВОХР. З вересня по листопад 1920 року — командувач військ внутрішньої служби Заволзького військового округу. У листопаді 1920 — вересні 1921 року — помічник командувача Заволзького військового округу. З вересня 1921 по 1922 рік — помічник командувача Приволзького військового округу.

### Міжвоєнний час
У 1922 році закінчив Вищі академічні курси. З вересня 1922 по 1923 рік служив командиром 33-й стрілецької дивізії. Знятий з посади за розтрату; засуджений в 1923 році умовно на 3 роки. З лютого 1923 року — тимчасовий виконувач обов'язків командира 18-го стрілецького корпусу. З квітня по серпень 1923 року — помічник командира, а з серпня 1923 по березень 1926 року — командир 1-ї Казанської стрілецької дивізії.
З березня 1926 року служив начальником управління у штабі військового округу, з жовтня 1926 по 1928 рік — заступником начальника штабу Українського військового округу. У 1928 році закінчив Курси удосконалення вищого начальницького складу РСЧА і призначений у листопаді 1928 року командиром 84-ї стрілецької дивізії. У 1930 році закінчив курси одноначальників Військово-політичної академії РСЧА, і з 1930 по лютий 1936 року за сумісництвом служив також військовим комісаром (воєнкомом) 84-ї стрілецької дивізії. З 26 листопада 1935 року — комдив.
З лютого 1936 по лютий 1937 року — заступник начальника штабу Московського військового округу. З лютого по травень 1937 року — командир і воєнком 73-й стрілецької дивізії, з травня по грудень 1937 року — командир 12-го стрілецького корпусу Приволзького військового округу. З грудня 1937 по квітень 1938 року — заступник командувача військ Сибірського військового округу.
У квітні — липні 1938 року — начальник управління бойової підготовки і заступник командувача військ Київського особливого військового округу. 26 червня 1938 року заступник командувача військ Київського особливого військового округу, комкор Степан Калінін був обраний депутатом Верховної Ради УРСР першого скликання по Черкаській виборчій окрузі № 100 Київської області.
З 15 липня 1938 по червень 1941 року — командувач військ Сибірського військового округу. 7 жовтня 1938 року затверджений членом Військової ради при Народному комісарові оборони СРСР.

### Друга світова війна
У червні 1941 року призначений командувачем 24-ю армією, яка з 28 червня 1941 року формувалася на базі військ округу. Армія склала резерв Ставки Головного командування РСЧА, 14 липня була включена до складу Фронту резервних армій, але вже 15 липня 1941 року Калінін на посаді командарма був замінений генерал-майором К. І. Ракутіним. З 22 липня 1941 командував оперативною групою військ в районі Смоленська і брав участь в боях за Смоленськ. 3 серпня 1941 призначений начальником запасних частин і помічником командувача Західного фронту. Автор доповіді, підготовленої за розпорядженням Військової ради Західного фронту про недоліки в діях радянських військ у перші місяці війни.
З 1 грудня 1941 по березень 1944 року — командувач військ Приволзького військового округу. З 23 березня по 9 червня 1944 року — командувач військ Харківського військового округу.

### Репресії та реабілітація
У звинуваченні відносно «Калініна Степана Андріановича, генерал-лейтенанта, командувача військами Приволзького військового округу, 1890 року народження, члена ВКП(б) з 1917 року, у Червоній армії з 1918 року» зазначалося: «У бесідах зі своїми товаришами по службі та в публічних виступах заявляв про нерентабельність і низьку продуктивність праці в колгоспах, брав під свій захист репресованих куркулів, висловлював невдоволення каральної політикою Радянського уряду. Під час Вітчизняної війни висловлював сумніви в правильності ведення війни, звинувачуючи Верховне Головнокомандування Червоної армії в тому, що воно не піклується про збереження людських резервів, допускає в окремих операціях великі втрати».
13 червня 1944 року заарештований «за антирадянську пропаганду». У грудні 1946 року звільнений зі Збройних сил. 25 жовтня 1951 року, через 7 років після арешту, засуджений до 25 років тюремного ув'язнення і позбавлення військового звання. Відбував покарання у виправно-трудовому таборі міста Маріїнська Кемеровської області. Позбавлений військового звання «генерал-лейтенант» Постановою Ради Міністрів СРСР від 10 січня 1952 року. У березні 1953 року засуджений повторно до 10 років таборів, тепер вже «за антирадянську пропаганду в місцях позбавлення волі». 28 липня 1953 року перший термін був знижений до фактично відбутого. Незабаром був знижений і другий термін і Степан Калінін вийшов на свободу.
У січні 1954 року він був відновлений у військовому званні, тоді ж відновлений в Радянській армії, але відразу звільнений в запас за віком з призначенням належної генералам пенсії. Повністю реабілітований 2 листопада 1956 року.
Помер 11 вересня 1975 року в Москві. Похований на Хімкінскому кладовищі.

## Звання
- комдив (26.11.1935)
- комкор (22.02.1938)
- командарм 2 рангу (8.02.1939)
- генерал-лейтенант (4.06.1940)

## Нагороди
- два ордени Леніна (12.11.1943, 5.11.1954)
- два ордени Червоного Прапора (22.01.1941, 22.01.1943)
- медалі.